# Mindenki szereti a bálnákat
A Mindenki szereti a bálnákat (eredeti cím: Big Miracle)  2012-ben bemutatott filmdráma. Főszereplők  Drew Barrymore és John Krasinski.
A film Tom Rose: Mindenki szereti a bálnákat (Freeing the Whales) című, 1989-ben megjelent könyvét használta fel, ami igaz történeten alapult. 1988-ban nemzetközi összefogással mentettek szürke bálnákat, amik a jég fogságába szorultak az alaszkai Barrow (mai nevén Utqiaġvik) nevű kistelepülés közelében.

## Cselekmény
|  | Alább a cselekmény részletei következnek! |

1988, Barrow (az USA legészakibb települése), Alaszka
A történetet egy inuit kisfiú elbeszélése alapján ismerjük meg. Egy hagyományos eszkimó csónakban hat férfi evez, elöl egy idősebb ember ül az unokájával. Bálnára vadásznak. Az öreg tanítgatja a kisfiút, majd elhajítja a dupla végű szigonyt a bálna felé.
Adam Carlson tévériporter néhány hónapja ezen a településen él, de arról álmodozik, hogy hamarosan elmegy innen. A település egyetlen étterme az Amigos nevet viseli, és mexikói ételeket szolgálnak fel benne (amikhez sok helyi alapanyagot használnak és a személyzet eszkimókból áll). Carlsont a legújabb helyi tudósításával együtt megtapsolják a vendégek. Carlson megígérte a kisfiúnak, Nathannak (aki a film elején látható volt), hogy lefilmezi a kamerájával egy barátját, amint az motoros hószánnal néhány fordulót csinál. Azonban Carlson a háttérben, a végtelen jégmezőn bálna által kifújt meleg levegőt vesz észre.
Három kaliforniai szürke bálna a gyorsan megfagyó jég fogságába esett, 8 km-re az óceántól. Az egyetlen lék közelében maradnak és rendszeresen feljönnek levegőt venni. A szabad vízfelületet nem tudják elérni, mivel annyi ideig nem tudnának a víz alatt életben maradni. A három bálna családot alkot, tagjai egy hím, egy nőstény és egy borjú, ami ugyancsak hím. A bálnák nem tudják áttörni a vastag jeget, mert a koponyájuk ehhez nem elég kemény. A kicsi fején valamilyen sérülés látszik.
Adam Carlson rövid tudósítást készít a fogságba esett bálnákról, amit más hírhálózatok is átvesznek, országos csatornák is bemutatják.
A hírre felfigyel Rachel Kramer, a Greenpeace szókimondó képviselője is (Drew Barrymore). Rachel előbb még egy olajkitermelési engedély visszavonását szeretné elérni, mert az természetvédelmi területet is magában foglal, de nem hallgatják meg és kivezetik a teremből. Rachel felháborodva hívja fel Adamet, amiért nem szólt neki a bálnákról. A helyiek és a szakértők szerint a bálnák csak pár napig tudnak életben maradni, mert a jég egyre vastagabb lesz és végül a lék bezárul. Adam azt is elárulja Rachelnek, hogy az inuitok le akarják vadászni a bálnákat (erre engedélyük van).
Rachel Alaszka kormányzójához megy, és a Nemzeti Gárda kivezénylését kéri, hogy ők egy hajóval törjék át a jeget. A kormányzó kineveti és elmagyarázza neki, hogy Alaszkában egyetlen mentés sem egyszerű. Ha embereket küld oda a mentés miatt, azok élete veszélybe kerül. Kissé cinikusan megjegyzi, hogy ha a bálnák meghalnak, azok családjához nem kell kimennie.
Rachel névtelen hívást kap egy nőtől, aki azt az ötletet adja, hogy egy 12x18 m-es, 34 tonnás, kerozinnal működő légpárnás hajót (ami a közelben van) vontassanak el a lékhez és az képes lesz feltörni a jeget. A légpárnás hajó az Alaska Northern olajcég tulajdonában van (később kiderül, hogy a telefonáló a tulajdonos, J.W. McGraw felesége). A nő a férjének is bogarat tesz a fülébe azzal, hogy a mentés jó reklám lenne a cégnek. J.W. McGraw azonnal intézkedik és engedélyt ad a hajó elszállítására. Miután az engedély megvan, Rachel a tévében nyilatkozik és a Nemzeti Gárda segítségét kéri a légpárnás hajó elszállítására. A kormányzó kénytelen segíteni. A Nemzeti Gárda kissé vonalas, de vagány ezredese, Scott Boyer kapja a feladatot, hogy két helikopterrel vontassa a hajót a jégen a helyszínre. Az akció elég kockázatos, Scott 60% esélyt ad arra, hogy sikerül és a két helikopter nem ütközik össze és robban fel. A megteendő távolság légvonalban 430 km.
Rachel a helyszínre utazik, ekkor kiderül, hogy Rachel és Adam korábban barátok voltak, de szakítottak. Rachel első célja, hogy az inuitok ne mészárolják le a bálnákat. Adam észreveszi, hogy az az országos hálózaton látható női sztárriporter is megérkezett, aki pár éve szintén egy kisebb tévés cégnél kezdett, ezért Adamnek a tévés karrierje szempontjából a példaképe. Adam figyelmezteti Malik nagypapát, hogy az esti megbeszélésen riporterek, tévések is jelen lesznek. A fiatalabb eszkimók a vadászat mellett érvelnek, aminek szerintük hosszútávú, elvi oka van: a fiataloknak meg kell tanulniuk az önellátást, vagyis a bálnavadászatot is, hogy ha az olaj elfogy és nem jön több támogatás, akkor is képesek legyenek életben maradni. Malik nagypapa egy gyors zártkörű megbeszélésre hívja össze a hangadókat és ezzel szemben meggyőzi őket arról, hogy a bálnák levadászása rossz fényt vetne rájuk, mert a tévénézők csak a rengeteg vért látnák. Ezért az eszkimó gyűlés a bálnák megmentése mellett dönt, amiben aktívan részt vesznek: motoros láncfűrészekkel szélesítik a léket. A kis települést riporterek és operatőrök lepik el. Adam az étteremben találkozik Jillel, a sztárriporternővel, aki nem akar enni semmit reggelire, de Adam figyelmezteti, hogy itt naponta legalább 10 000 kalóriát kell magához vennie, különben 5 percet sem fog kibírni.
Nathan jó pénzért vastag kartonpapírokat árusít a riportereknek, amire rá lehet állni tudósítás közben (a papírban lévő levegőréteg jó hőszigetelő). A sztárriporternő eleinte nem akar venni kartonpapírt 20 dollárért, de hamarosan megállapítja, hogy a csizmája hőszigetelése nem ér semmit.
Az eszkimók felderítik, hogy a 8 km-re lévő nyílt óceán előtt egy jégfal tornyosul, ami valószínűleg leér a tengerfenékig, így áthatolhatatlan falat jelent a bálnák számára.
Rachel könnyűbúvár-ruhába öltözik és egy kis léken a jég alá ereszkedik. Itt felfedezi, hogy a borjú farokúszójára egy halászháló darabja tekeredett. Ezt a késével levágja. Kelly Meyers összehoz egy pár perces beszélgetést Ronald Reagan amerikai elnök és Scott Boyer ezredes között (Boyert volt nehezebb rábeszélnie). Minnesotában egy kétfős kisvállalkozás olyan berendezést ad el (saját találmányukat), amivel meg tudják akadályozni a jég befagyását. Egyikük jó reklámnak tartaná, ha odamennének, a másik csak akkor áll rá a dologra, amikor tévések kopogtatnak az ajtón. Rachel nem kér a segítségükből. Amikor meghallja, hogy a jégfelület a -45 °C-os hidegben kezd összezáródni, kiviszi a vállalkozókat a lékhez. A berendezéshez áramra van szükség, és a mozgó áramforrást is csak úgy tudják a helyszínre vinni, hogy bekapcsolva teszik a helikopterbe, aminek emiatt (több biztonsági szabályt megszegve) nyitott ajtóval kell repülnie. A helikopteren a menetszél miatt legalább -50 °C van, emiatt a pilóta bal szemén összefagynak a szempillák. Adam nyalogatással kiolvasztja.
A „jégoldó” találmány lényegében egy villanymotorból és egy kisméretű légcsavarból áll, ami folyamatosan mozgásban tartja a vizet a felszínen, így nem engedi megfagyni. A sikeres éjszakai működés után Jill Jerard rövid riportban számol be az apró sikerről. Nem sokkal később telefonon beszél a főszerkesztőjével, aki gratulál a riporthoz neki és Adamnak is, akitől azt kéri, hogy küldje be a szakmai önéletrajzát.
A légpárnás jármű beszorul a jég közé, így további vontatása nem lehetséges. Kelly Meyers ide érkezik és találkozik a csalódott és dühös Boyer ezredessel. Malik nagypapának az az ötlete támad, hogy 20 méterenként lékeket kell vágni a jégbe a bálnáknak, amik elvezetik őket a nyílt óceánhoz. A megvalósításhoz azonnal hozzálátnak, és a láncfűrészekkel téglalap alakú idomokat vágnak ki, amiket a szilárd jég alá tolnak csáklyákkal. A bálnák jó ideig nem indulnak meg az új lékek irányába, amik a hideg miatt kezdenek befagyni.
A Fehér Házban tájékoztatják Reagan elnököt a légpárnás vontatásának kudarcáról. Sajtóértesülések szerint a közelben van egy szovjet jégtörő, ami esetleg tudna segíteni. A Mihail Gorbacsov szovjet elnök által akkoriban meghirdetett glasznoszty politikáját az amerikai elnök a hidegháborúban kialakult bizalmatlansággal fogadja.
Egy kötetlen megbeszélés alakul ki, amin Kelly Meyers elnöki tanácsadó, Scott Boyer ezredes, Rachel Kramer Greenpeace aktivista, J.W. McGraw, nagyvállalkozó, az Alaska Northern olajcég tulajdonosa és igazgatója, valamint Adam Carlson tévériporter vesznek részt (Adam közvetítő/békéltető szerepet játszik a vitában, Nathan megfigyelőként a háttérben marad). A vita főleg akörül forgolódik, hogy kérjék-e a szovjet hajó segítségét, vagy továbbra is próbálják meg egyedül megoldani a problémát, de ez utóbbira nem hangzik el semmilyen konkrét javaslat.
Reagan elnök forródróton felhívja Gorbacsovot és a szovjet hajó módosítja útirányát (a hajón a kapitány és a parancsnok előzőleg fogadást kötött, a vesztes pénzt ad át a kapitánynak).
A bálnák izgatottá válnak, majd elindulnak a lékek mentén, de csak a két felnőtt példány. Úgy tűnik, a borjú időközben elpusztult. Rachel teljesen összetörik, amikor megtudja. Malik rövid imát mond anyanyelvén az eredeti lék mellett, majd énekelni kezd. A szovjet hajó fedélzetén koccintanak a kicsi emlékére.
Ekkor már a lék mellől más nemzetek tévései is tudósítanak. A jégvágók egész éjjel folyamatosan dolgoznak, és másnapra a 425. lékkel elérik a jéggátat. (óránként több mint 30 léket vágtak). Megérkezik a hatalmas szovjet Arszenyjev jégtörő hajó. A hajókürt többszöri megszólaltatása üdvözlést vált ki az egybegyűltekből, akik nem sokkal később óvatosságból kissé visszavonulnak a helyszínről. A hajónak háromszori nekifutásra sikerül áttörnie a jégfalat, amiben a bálnák számára átjáró keletkezik.
A bálnák megtalálják a víz alatti rést, kiúsznak, és mindketten a levegőbe dobják magukat a nyílt vízen, majd elúsznak az Arszenyjev mellett.
J.W. McGraw megkapta az Exxon Valdez kitermelésének jogait, ami nagy hasznot hozott neki. A két kisvállalkozónak fellendült az üzlete a „Hootkin jégoldó”-val. Boyer ezredes és Kelly Meyers egymásba szerettek és 1989 augusztusában összeházasodtak. A Greenpeace-tagok száma 400%-kal emelkedett. Adam megjelenik a Greenpeace irodájában, ahol Rachel dolgozik, pedig tévés állást ajánlottak neki Pittsburgh-ben. Adam további állásajánlatokat is kapott, de inkább Anchorage-ban maradt.
A stáblista melletti képeken a történet eredeti szereplői és a filmbeliek is láthatók.
|  | Itt a vége a cselekmény részletezésének! |

## Szereplők
- John Krasinski[3] – Adam Carlson, helyi tévériporter
- Drew Barrymore[4] – Rachel Kramer, környezetvédő, a Greenpeace aktivistája
- Kristen Bell[5] – Jill Jerard, női sztárriporter
- Vinessa Shaw[6] – Kelly Meyers, a Fehér Házban dolgozó környezetvédelmi tanácsadó az elnök számára
- Stephen Root – Haskell kormányzó
- Ted Danson – J.W. McGraw, nagyvállalkozó, az Alaska Northern olajcég tulajdonosa és igazgatója
- Dermot Mulroney – Scott Boyer ezredes
- Rob Riggle – Dean Glowacki, minnesotai kisvállalkozó, a „jégoldó” találmány társtulajdonosa (a magasabb, aki eleinte szkeptikus és nem akar odautazni)
- Michael Gaston – Porter Beckford
- Megan Angela Smith – Sheena, egy kisiskolás kislány, aki érdeklődve figyeli a tévében a bálnás riportokat, amiket Barrowból közvetítenek
- Tim Blake Nelson – Pat Lafayette, állami környezetvédő
- James LeGros – Karl Hootkin, minnesotai kisvállalkozó, a „jégoldó” találmány társtulajdonosa (az alacsonyabb, aki eredetileg is segíteni szeretne a bálnákon)
- Mark Ivanir – Dimitrij, a szovjet hajó parancsnoka
- Stefan Kapicic – Jurij, a szovjet hajó kapitánya
- Andrew Daly – Don Davis
- Jonathan Slavin – Roger Notch
- Gregory Jbara – Stanton admirális, Scott Boyer parancsnoka
- Tom Clark – Morton Heavey
- Sarah Palin – cameoszerepben önmaga (archív felvételen, Sarah Heath néven, mint sporttudósító)
- Ahmaogak Sweeney – Nathan (11 éves inuit fiú, Carlson barátja)
- John Pingayak	- Malik, Nathan nagyapja

## A film készítése
A Warner Bros. 2009 áprilisában vásárolta meg Jack Amiel és Michael Begler forgatókönyvét. 2010 szeptemberében Drew Barrymore és John Krasinski főszereplésével megkezdődött a forgatás Alaszka Seward nevű településén.
A stáb Anchorage-ban állította fel a díszleteket, hogy a helyszínek Barrow településre emlékeztessenek. A forgatás 10 hétig tartott, Alaszka államban, illetve annak Anchorage városában.
A film munkacíme Everybody Loves Whales volt (=Mindenki szereti a bálnákat), ami a filmben is elhangzik Adam szájából.
A vizuális effekteket a Rhythm and Hues Studios és a Modus FX hozta létre.

## Fogadtatás

### Bevételi adatok
A film a bemutatója első napján 2 267 385 dollár bevételt ért el, ezzel a 4. helyen állt Az erő krónikája, A fekete ruhás nő és a Fehér pokol mögött. Első heti bevétele 7 760 205 dollár volt. A második héten a 8. helyre esett a bevételek listáján, 3 946 050 dollárral.
Vetítése 2012. április 5-én fejeződött be az Egyesült Államokban. Addig világszerte 24 719 215 dollár bevételt produkált.

### Kritikai visszhang
Az amerikai filmkritikusok véleményét összegző Rotten Tomatoes 74%-ra értékelte 95 vélemény alapján.
A kritikusok értékelését súlyozva átlagoló Metacritic 61/100-ra értékelte 28 kritika alapján.

## DVD-megjelenés
A film 2012. június 19-én jelent meg DVD-n.

## Fordítás
- Ez a szócikk részben vagy egészben  a   Big Miracle című angol Wikipédia-szócikk fordításán alapul.  Az eredeti cikk szerkesztőit annak laptörténete sorolja fel. Ez a jelzés csupán a megfogalmazás eredetét és a szerzői jogokat jelzi, nem szolgál a cikkben szereplő információk forrásmegjelöléseként.